# Hypochilus pococki
Hypochilus pococki is een spinnensoort uit de familie van de Hypochilidae. De soort komt voor in de Verenigde Staten.